# Rankweil
Rankweil – gmina targowa w Austrii, w kraju związkowym Vorarlberg, w powiecie Feldkirch. Według Austriackiego Urzędu Statystycznego liczyła 11705 mieszkańców (1 stycznia 2015).